# Gakgatla
Gakgatla – wieś w Botswanie w dystrykcie Kweneng. Według spisu ludności z 2011 roku wieś liczyła 654 mieszkańców.